# پال کانلی
پال کانلی (انگلیسی: Paul Connolly؛ زادهٔ ۲۹ سپتامبر ۱۹۸۳) یک بازیکن فوتبال اهل بریتانیا است.